# أخوة السيف الليفونيون

ختم الجماعة

شعار الجماعة

أخوة السيف الليفونيون ((باللاتينية: Fratres militiæ Christi Livoniae)‏، (بالألمانية: Schwertbrüderorden)‏، (بالفرنسية: Ordre des Chevaliers Porte-Glaive)‏)هي جماعة عسكرية أنشأها ألبرت الأسقف الثالث على ريغا (أو ربما الأسقف ثيوديريش فون ترايدن) في عام 1202. وقام البابا انوسنت الثالث بوضع مرسوم يؤسس الجماعة للمرة الثانية في عام 1204. وشملت عضوية الجماعة الرهبان المحاربين الألمان الذين قاتلوا الوثنيين البلطيقيين في منطقة دول البلطيق الحديثة. وشملت أسماء الجماعة الأخرى فرسان المسيح، أخوة السيف، وميليشيا المسيح الليفونية.
هزمت الجماعة على يد الساموجيتيين والسيميغاليين في معركة سول في عام 1236، ودخل من بقى من الأخوة في الجماعة التوتونية كفرع مستقل أصبح يعرف باسم الجماعة الليفونية.

## التاريخ

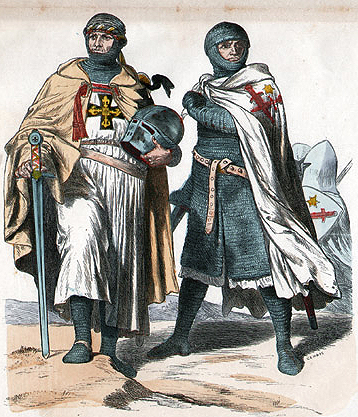
رسم تصويري لأحد الفرسان التيوتونيين (على اليسار) وأحد فرسان أخوة السيف على اليمين.

قام ألبرت أسقف ريغا (كما كان يدعى أمير أسقف ليفونيا) أو ربما الأسقف ثيوديريش فون ترايدن، بتأسيس جماعة الأخوة في عام 1202 لمساعدة أسقفية ليفونيا في تنصير الوثنيين من القبائل الليفونية واللاتغالية والسيلونية التي تعيش عبر طرق التجارة القديمة من خليج ريغا شرقا. مالت الجماعة منذ تأسيسها إلى عدم الانضباط كانت تتجاهل تبعيتها المفترضة للأساقفة. في عام 1218، طلب ألبرت المساعدة من فالديمار الثاني ملك الدنمارك، ولكن فالديمار عقد بدلا من ذلك اتفاقا مع الأخوة وغزا إستونيا الشمالية (المعروفة الآن باسم استونيا الدنماركية) وضمها للدنمارك.
وكان مقر الأخوة يقع في فلين (فيلياندي) في إستونيا الحالية، حيث لا تزال جدران قلعة السيد الأعلى قائمة. وشملت المعاقل الأخرى فيندن (سسيس)، سيغفولد (سيغولدا)، أشيرادن (آيزاكراوكل). وكان قادة فلين وغولدينجن (كولديغا) ومارينبورغ (آلوكسني) وريفال (تالين) وكذلك مأمور فايزنشتاين (بايده) ينتمون إلى الوفد المرافق في النظام المكون من خمسة أعضاء.
طلب البابا غريغوري التاسع من الأخوة الدفاع عن فنلندا من هجمات النوفوغورديين في رسالته المؤرخة في يوم 24 نوفمبر 1232. ومع ذلك، لا توجد معلومات باقية عن أنشطة الفرسان في فنلندا. (قامت السويد بغزو فنلندا لاحقا بعد الحملة الصليبية السويدية الثانية عام 1249.)
تم تدمير الجماعة في معركة شاولن (سول) عام 1236 ضد الليتوانيين والسيميغاليين. قادت هذه الكارثة من تبقى من الأخوة للدخول في جماعة الفرسان التوتونيين في العام التالي، ومنذ تلك المرحلة أصبحوا يعرفون باسم الجماعة الليفونية. على أنهم واصلوا عملهم من النواحي الأخرى (القواعد والملابس والسلوك) كفرع مستقل عن الجماعة التوتونية، يرأسه سيد خاضع بحكم القانون للسيد الأكبر في الجماعة التوتوني.
حكم الجماعة سيدان في تاريخها، حيث حكمها فينو فون رورباخ منذ تأسيسها عام 1204 وحتى وفاته عام 1209، ثم حكمها فولكوين شنيك فون فينترشتاين حتى تفككها عام 1236.

التحالف الليفوني عام 1260.
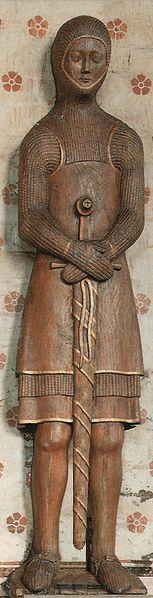
هيلموت الثالث فون بليس من ميكلنبورغ، أحد أعضاء الجماعة.

## أنظر اضا
- إمبراطورية كورلاند